# یاسوگی، شیمانه
یاسوگی در استان شیمانه در کشور ژاپن واقع شده‌است  که دارای جمعیت ۴۲٬۹۹۷ نفر و مساحت ۴۲۰٫۹۷ کیلومتر مربع با تراکم جمعیت ۱۰۲  نفر در کیلومترمربع است و در تاریخ ۱ آوریل ۱۹۵۴ به عنوان شهر شناخته شد.